# Сан Сперате
Сан Сперате (итал. San Sperate) је насеље у Италији у округу Каљари, региону Сардинија.
Према процени из 2011. у насељу је живело 7158 становника. Насеље се налази на надморској висини од 42 м.

## Становништво
Према резултатима пописа становништва 2011. у општини је живело 7.972 становника.
| 1931. | 1936. | 1951. | 1961. | 1971. | 1981. | 1991. | 2001. | 2011. |
| ----- | ----- | ----- | ----- | ----- | ----- | ----- | ----- | ----- |
| 2.872 | 2.861 | 3.676 | 4.247 | 4.978 | 5.916 | 6.468 | 6.821 | 7.972 |